# Нове Солкушино
Нове Солкушино (рос. Новое Солкушино) — село у Наурському районі Чечні Російської Федерації.
Населення становить 2435 осіб. Входить до складу муніципального утворення Ново-Солкушинське сільське поселення.

## Історія
Згідно із законом від 14 липня 2008 року органом місцевого самоврядування є Ново-Солкушинське сільське поселення.

## Населення
| 1990  | 2002  | 2010  | 2012  | 2013  | 2014  | 2015  |
| ----- | ----- | ----- | ----- | ----- | ----- | ----- |
| 2216  | ↘2149 | ↗2257 | ↗2291 | ↗2326 | ↗2339 | ↗2382 |
| 2016  | 2017  | 2018  | 2019  |       |       |       |
| ↗2398 | ↗2407 | ↗2434 | ↗2435 |       |       |       |